# Marleen Verheuen
Marleen Verheuen (31 december 1954) is een voormalige Belgische atlete, die gespecialiseerd was in de 800 m.  Zij nam eenmaal deel aan de Olympische Spelen en veroverde één Belgische titel.

## Biografie
Verheuen verbeterde in 1972 Belgisch record van Francine Peyskens op de 800 m tot 2.08,7. Op de Belgische kampioenschappen verbeterde ze zich nog verder tot 2.07,0. Ze dwong met deze prestaties haar selectie af voor de Olympische Spelen in München, waar ze uitgeschakeld werd in de reeksen.

### Clubs
Verheuen was aangesloten bij ASV Oudenaarde.

## Belgische kampioenschappen
| Onderdeel | Jaar |
| --------- | ---- |
| 800 m     | 1972 |

## Persoonlijke records
| Onderdeel | Prestatie | Datum       | Plaats  |
| --------- | --------- | ----------- | ------- |
| 800 m     | 2.07,0    | 2 juli 1972 | Brussel |

## Palmares

### 800 m
- 1972:  BK AC – 2.07,0
- 1972: 6e reeks OS in München – 2.09,13